# Дхоби

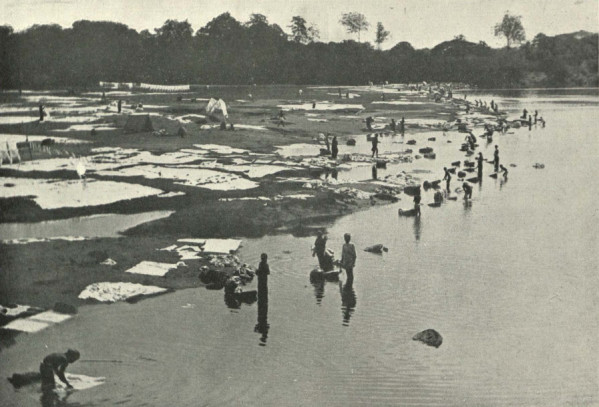
Дхоби за работой (1905 г.)

Дхоби, ваннар (хинди धोबी, что означает «мыть»; там. வண்ணார் — ваннар) — индийская каста, относящаяся к неприкасаемым, которая специализируется на стирке белья. Они встречаются по всей Северной Индии, в штатах Гуджарат, Махараштра, а также Пенджаб и провинциях Пакистана.
Большинство дхоби следуют обычаям и традициям региона, где они живут. Они стирают бельё представителей других сословий.